# سیارک ۱۱۱۴۷
سیارک ۱۱۱۴۷ (به انگلیسی: 11147 Delmas، نامگذاری:1997XT5) یازده هزار و صد و چهل و هفتمین سیارک کشف شده‌است که در ۶ دسامبر ۱۹۹۷ کشف شد.
قدر مطلق سیارک برابر ۱۲٫۶۰ است.